# Juanito Navarro
Juan Navarro Rubinos, mais conhecido como Juanito Navarro (Madrid, 8 de julho de 1924 - Madrid, 10 de janeiro de 2011), foi um ator espanhol.